# Pier Luigi Mazzoni
Pier Luigi Mazzoni (Dovadola, Itália, 3 de agosto de 1932 — Gaeta, Itália, 12 de julho de 2012) foi um prelado católico italiano e arcebispo de Gaeta.

## Carreira
Pier Luigi Mazzoni estudou no seminário em Modigliana e Direito Canônico no Pontifício Seminário Lombardo, em Roma.
Após a licenciatura em filosofia na Pontifícia Universidade Lateranense, obteve o doutorado em teologia pela Pontifícia Universidade Gregoriana.
Foi ordenado sacerdote em Roma em 18 de fevereiro de 1958. Trabalhou no Dicastério para os Bispos, onde tornou-se chefe de departamento e secretário adjunto.
Em 13 de abril de 1991, foi nomeado Bispo de Ascoli Piceno pelo Papa João Paulo II.
Foi consagrado bispo pelo Cardeal Prefeito do Dicastério para os Bispos, Bernardin Gantin, em 18 de maio daquele ano na Basílica de Santa Maria Maior; os co-consagradores foram o Núncio Apostólico na Itália, Arcebispo Luigi Poggi, e seu predecessor como Bispo de Ascoli Piceno, Marcello Morgante.
Em 12 de fevereiro de 1997, João Paulo II o nomeou Arcebispo de Gaeta.
Em 20 de setembro de 2007, Papa Bento XVI aceitou sua renúncia por motivos de idade.